# أفضل 500 ألبوم باللغة الإنجليزية الأكثر تأثيرا عبر كل العصور (تصنيف مجلة رولينغ ستون)
بعد سنة من اصدارها لقائمة أفضل 500 أغنية إنجليزية في كل العصور (تصنيف مجلة رولينغ ستون) أصدرت نفس المجلة قائمة أفضل 500 ألبوم في كل العصور، وهو عدد خصصته المجلة للقائمة التي صدرت في 9 من دسمبر عام 2004، وقد تم انتقاء هذه القائمة من قبل موسيقيين ونقاد وفنانين لهم علاقة ودراية بفن الموسيقى.
في عام 2012، أعادت المجلة نشر طبعة منقحة من القائمة الرسمية الّأولى.

## انتقادات
وجّهت بعض الانتقادات كما هو نفس الشان بالنسبة لقائمة أفضل الأغاني الأنجلوسكسونية عبر العصور،أهمها انتقاد  هيمنة الألبومات الأمريكيين على القائمة.
كما تم انتقاد انتقاد  التركيز على  سنوات الستينات والسبعينات من القرن العشرين.

## أكثر الفنانين حضوراً في القائمة
- مجموعة البيتلز دخلت القائمة بأكبر عدد من الألبومات، 12 ألبوم، 4 منها في مقدمة القائمة.[2]
- بوب ديلن: دخل القائمة ب 10 ألبومات.
- الرولينج ستونز مجموعة الروك دخلت القائمة ب 10 ألبومات.
- بروس سبرينغستين دخل القائمة ب 8 ألبومات.
- ديفيد بوي دخل القائمة ب 6 ألبومات.